# Molliens-au-Bois
Molliens-au-Bois és un municipi francès situat al departament del Somme i a la regió dels Alts de França. L'any 2007 tenia 334 habitants.

## Demografia

### Població
El 2007 la població de fet de Molliens-au-Bois era de 334 persones. Hi havia 116 famílies de les quals 16 eren unipersonals (8 homes vivint sols i 8 dones vivint soles), 40 parelles sense fills i 60 parelles amb fills.

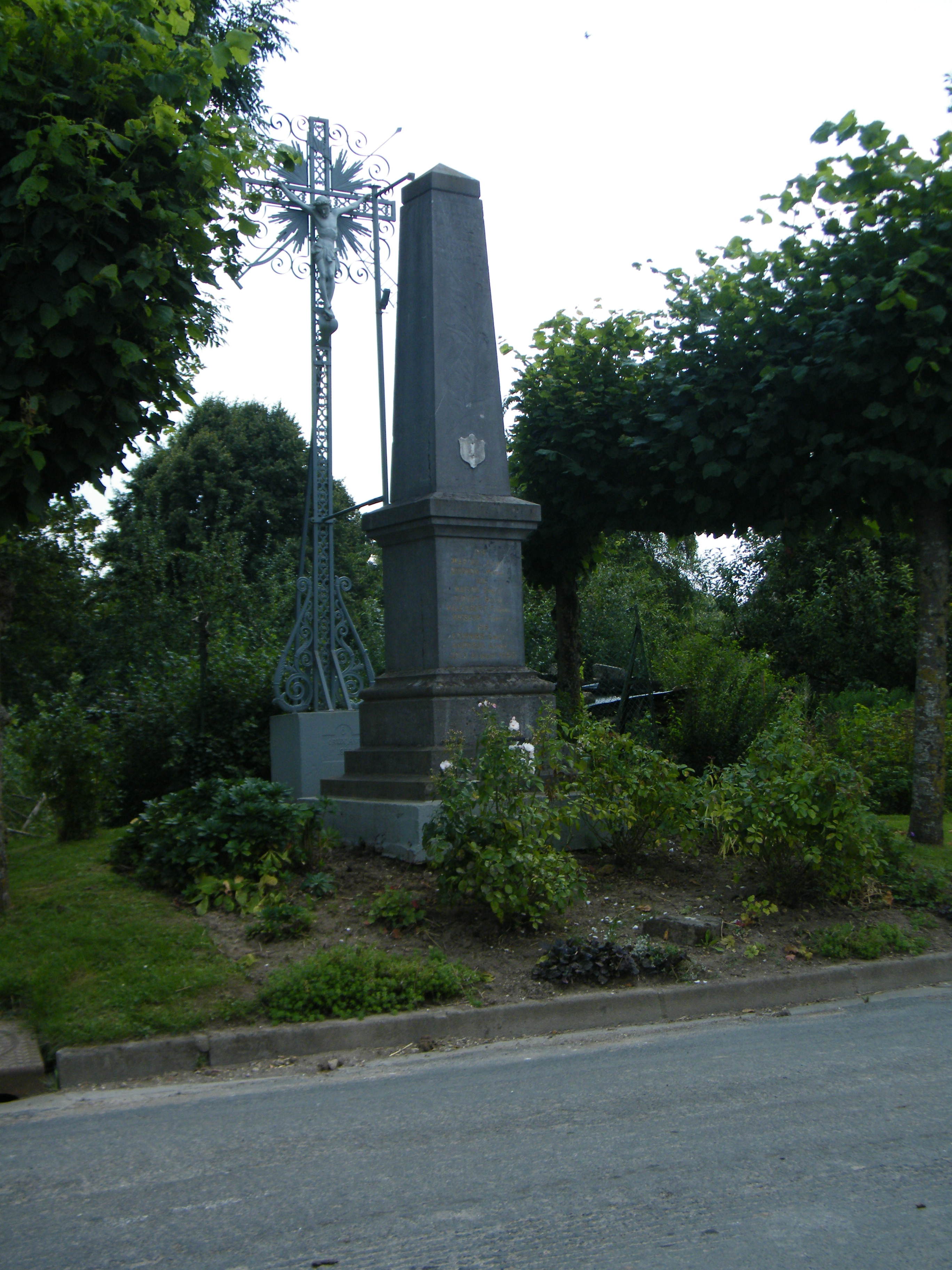

La població ha evolucionat segons el següent gràfic:
Habitants censats

### Habitatges
El 2007 hi havia 129 habitatges, 116 eren l'habitatge principal de la família, 2 eren segones residències i 11 estaven desocupats. 127 eren cases i 2 eren apartaments. Dels 116 habitatges principals, 107 estaven ocupats pels seus propietaris, 7 estaven llogats i ocupats pels llogaters i 2 estaven cedits a títol gratuït; 2 tenien dues cambres, 8 en tenien tres, 26 en tenien quatre i 79 en tenien cinc o més. 106 habitatges disposaven pel capbaix d'una plaça de pàrquing. A 46 habitatges hi havia un automòbil i a 63 n'hi havia dos o més.

### Piràmide de població

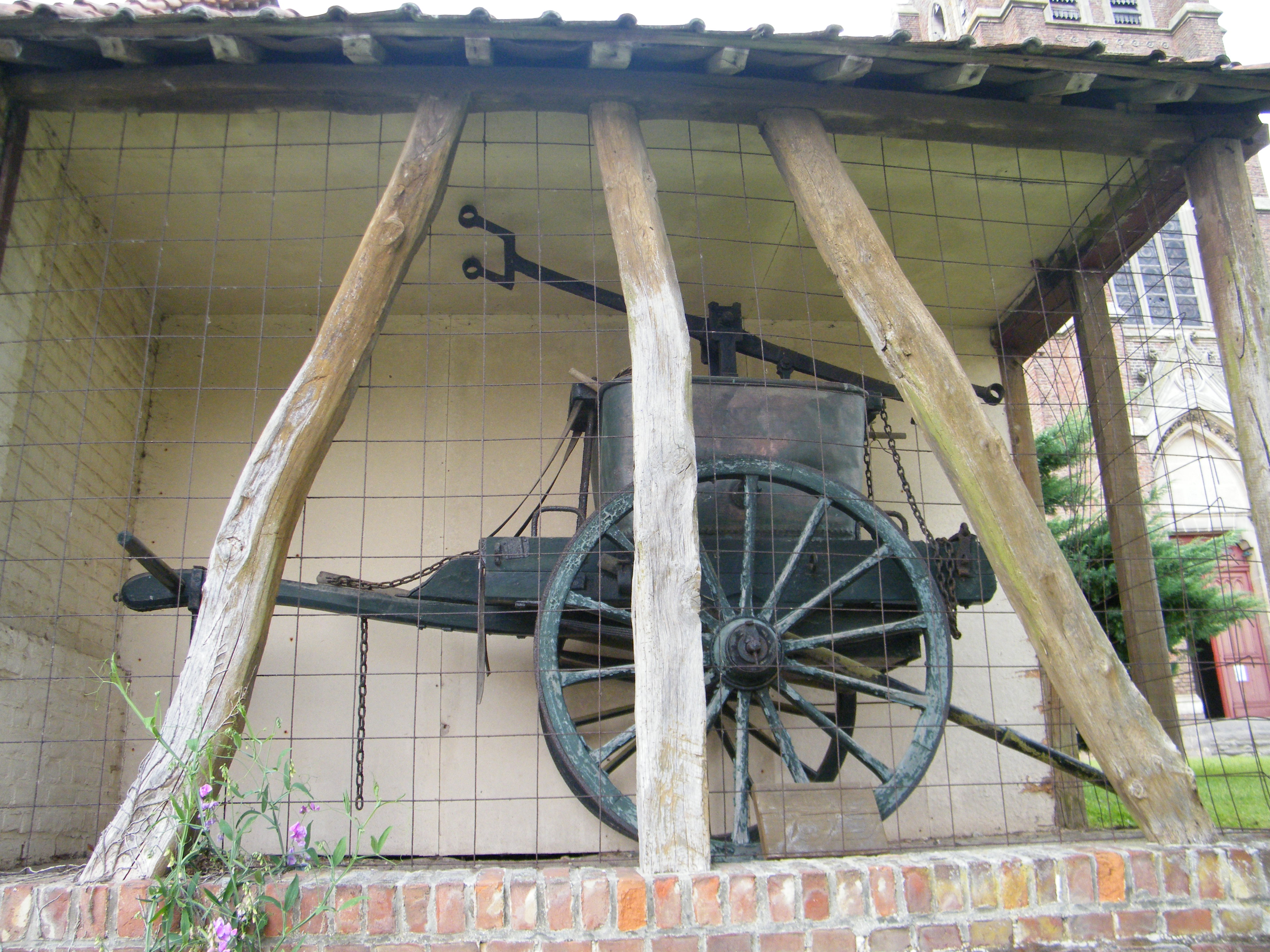

La piràmide de població per edats i sexe el 2009 era:
| Homes | Edats   | Dones |
| ----- | ------- | ----- |
| 0     | 95 o +  | 0     |
| 0     | 90 a 94 | 0     |
| 0     | 85 a 89 | 4     |
| 0     | 80 a 84 | 4     |
| 12    | 75 a 79 | 8     |
| 8     | 70 a 74 | 8     |
| 0     | 65 a 69 | 4     |
| 8     | 60 a 64 | 4     |
| 0     | 55 a 59 | 4     |
| 8     | 50 a 54 | 4     |
| 8     | 45 a 49 | 12    |
| 12    | 40 a 44 | 20    |
| 24    | 35 a 39 | 12    |
| 20    | 30 a 34 | 16    |
| 0     | 25 a 29 | 4     |
| 12    | 20 a 24 | 4     |
| 8     | 15 a 19 | 12    |
| 8     | 10 a 14 | 16    |
| 20    | 5 a 9   | 8     |
| 4     | 0 a 4   | 8     |

## Economia

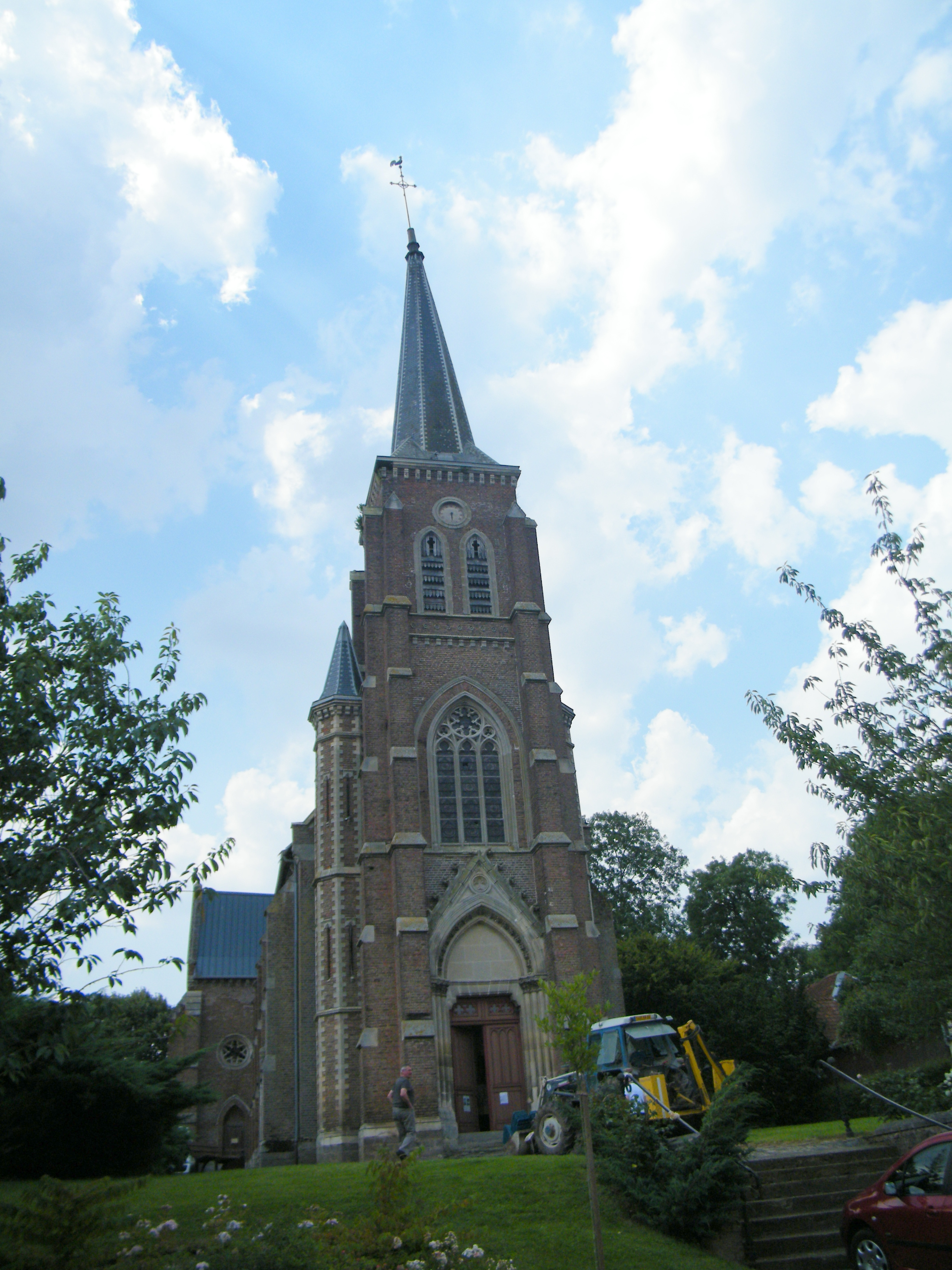

El 2007 la població en edat de treballar era de 213 persones, 165 eren actives i 48 eren inactives. De les 165 persones actives 160 estaven ocupades (85 homes i 75 dones) i 5 estaven aturades (3 homes i 2 dones). De les 48 persones inactives 10 estaven jubilades, 26 estaven estudiant i 12 estaven classificades com a «altres inactius».

### Ingressos
El 2009 a Molliens-au-Bois hi havia 113 unitats fiscals que integraven 320,5 persones, la mediana anual d'ingressos fiscals per persona era de 20.276 €.

### Activitats econòmiques
Dels 4 establiments que hi havia el 2007, 1 era d'una empresa de construcció, 2 d'empreses de serveis i 1 d'una entitat de l'administració pública.
L'any 2000 a Molliens-au-Bois hi havia 14 explotacions agrícoles que ocupaven un total de 456 hectàrees.

## Poblacions més properes

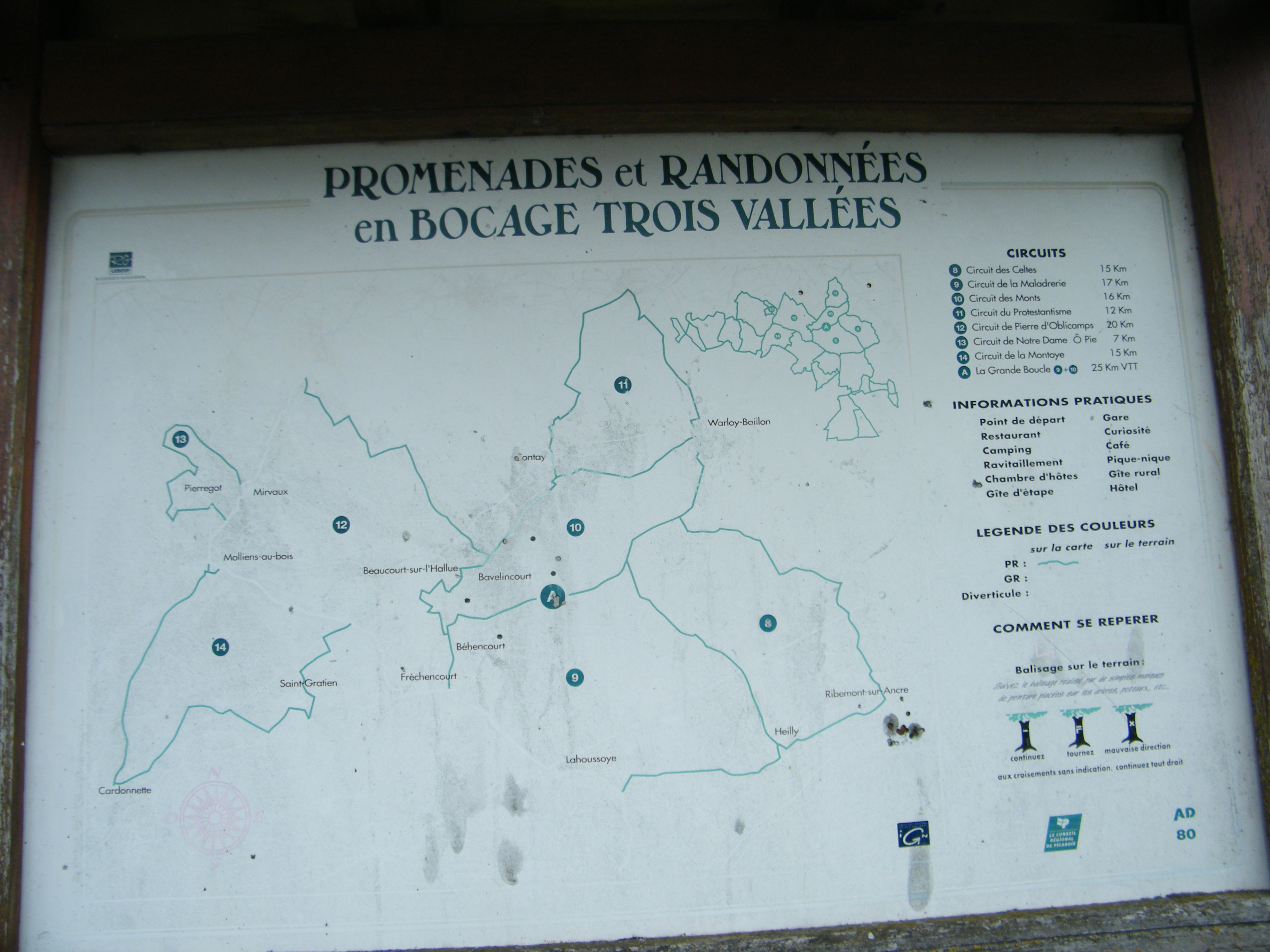

El següent diagrama mostra les poblacions més properes.